# Hans Keidel
Hans Keidel (* 9. Oktober 1877 in Groß Stöckheim; † 28. August 1954) war ein deutsch-argentinischer Geologe.
Keidel studierte an der Bergakademie in Berlin mit anschließendem praktischen Jahr im Kohle- und Eisenerzbergbau und danach in Berlin Naturwissenschaften. 1902/03 nahm er an der Expedition in das Tian Shan Gebirge von Gottfried Merzbacher teil und promovierte darüber 1904 bei Gustav Steinmann in Freiburg (Geologische Untersuchungen im südlichen Tian Shan nebst Beschreibung einer oberkarbonischen Brachiopodenfauna aus dem Kugurtus-Tal). 1905 bis 1906 war er Assistent von Ernst Wilhelm Benecke in Straßburg und ging dann nach Argentinien, um die von Enrique Hermitte gegründete geologische Sektion im Landwirtschaftsministerium zu leiten (Division de Minas). Gleich in den Anfangsjahren stand er mit Eduard Suess in Wien in wissenschaftlichem Kontakt über die lokale Tektonik in Argentinien und veröffentlichte 1906 und 1907 in den Sitzungsberichten der Wiener Akademie der Wissenschaften über die argentinischen Anden. Aufgrund von Intrigen gab er diese Position 1922 auf und wurde Professor für physische Geographie, Geologie und Paläontologie an der Universität von Buenos Aires und war auch Professor am Institut des La Plata Museums. 1942 ging er in Pension und lebte in Córdoba.
Er forschte besonders in der Sierra de la Ventana in Buenos Aires, wo er Spuren der Vereisung im Karbon und Perm nachwies, ebenso wie in den Vorkordilleren in der Provinz San Juan. Weitere von ihm geologisch erforschte Gebiete waren die Vorkordilleren in den Provinzen Mendoza, Salta und Jujuy mit überwiegend paläozoischen Schichten. Auch im Ordovizium von Nordargentinien wies er Vereisungsspuren nach. Mit Walther Schiller beschrieb er das Zinn-Wolfram-Vorkommen in Mazan (Provinz Rioja). Die Identifizierung auffallender geologischer Strukturen in der Provinz Neuquén durch Keidel trug zur Entdeckung des Ölfeldes von Plaza Huincul (1920) bei. Keidel gab auch den Anstoß zu einer geologischen Kartierung Argentiniens im Maßstab 1:200.000.
1924 erhielt er die Nachtigal-Medaille der Gesellschaft für Erdkunde in Berlin. 1925 wurde er Ehrenmitglied der Geographischen Gesellschaft in München und 1926 Mitglied der Academia Nacional de Ciencias in Córdoba. 1924 bis 1929 war er stellvertretender Vorsitzender der Geologischen Vereinigung.